# Горная Шальдиха
Горная Шальдиха — деревня в Путиловском сельском поселении Кировского района Ленинградской области.

## История
На карте Санкт-Петербургской губернии Я. Ф. Шмидта 1770 года обозначена деревня Шальдиха.
Позднее, на карте Санкт-Петербургской губернии 1792 года А. М. Вильбрехта, также упомянута деревня Шальдиха.
На карте Санкт-Петербургской губернии Ф. Ф. Шуберта 1834 года обозначена деревня Горная Шельдиха, состоящая из 95 крестьянских дворов.

ВЕРХНЯЯ ШЕЛЬДИХА — деревня принадлежит Ведомству гоф-интендантской конторы, число жителей по ревизии: 283 м. п., 329 ж. п. (1838 год)

Согласно карте профессора С. С. Куторги 1852 года деревня называлась Горния Шельдиха и состояла из 95 дворов.

ШАЛЬДИХА ГОРНАЯ — деревня Царскосельского дворцового правления, по почтовому тракту и просёлочной дороге, число дворов — 136, число душ — 337 м. п. (1856 год)

Число жителей деревни по X-ой ревизии 1857 года: 345 м. п., 400 ж. п..

ГОРНАЯ ШЕЛЬДИХА — деревня владельческая при реке Шельдихе и колодцах, число дворов — 147, число жителей: 342 м. п., 401 ж. п. (1862 год)

В том же году местный крестьянин И. Кукенов, купил у князя Урусова участок земли площадью 906 десятин.
Согласно подворной переписи 1882 года в деревне проживали 155 семей, число жителей: 392 м. п., 410 ж. п.; разряд крестьян — удельные, а также пришлого населения 11 семей (36 м. п., 38 ж. п.).
Сборник Центрального статистического комитета описывал деревню так:

ГОРНАЯ ШАЛЬДИХА — деревня бывшая удельная, дворов — 141, жителей — 800. Часовня, лавка, портняжная и сапожная мастерские, трактир, постоялый двор. (1885 год)

Согласно данным первой переписи населения Российской империи:

ГОРНАЯ ШАЛЬДИХА — деревня, православных — 902,  мужчин — 419, женщин — 495, обоего пола — 914. (1897 год)

В конце XIX — начале XX века деревня административно относилась к Путиловской волости 1-го стана Шлиссельбургского уезда Санкт-Петербургской губернии.
С 1917 по 1923 год деревня Горная Шальдиха входила в состав Путиловской волости Шлиссельбургского уезда.
Согласно военно-топографической карте Петроградской и Новгородской губерний издания 1921 года деревня называлась Горная Шельдиха и находилась на реке Шельдиха.
С 1923 года в составе Горно-Шальдихинского сельсовета Путиловской волости Ленинградского уезда.
Согласно данным переписи населения СССР 1926 года в деревне Горная Шальдиха проживали 798 человек — большинство русские, а также евреи, немцы, поляки и латыши. В деревне работала больница.
С февраля 1927 года в составе Мгинской волости, с августа 1927 года в составе Мгинского района.
С 1928 года в составе Путиловского сельсовета.
По данным 1933 года деревня Горная Шальдиха входила в состав Путиловского сельсовета Мгинского района.

План деревни Горная Шальдиха. 1941 год

Согласно топографической карте РККА 1941 года деревня называлась Горная Шельдиха и насчитывала 183 двора. В центре деревни находилась часовня.
С 1960 года в составе Волховского района.
В 1961 году население деревни Горная Шальдиха составляло 567 человек.
По данным 1966 и 1973 годов деревня Горная Шальдиха также находилась в подчинении Путиловского сельсовета Волховского района.
По данным 1990 года деревня Горная Шальдиха входила в состав Путиловского сельсовета Кировского района.
В 1997 году в деревне Горная Шальдиха Путиловской волости проживали 27 человек, в 2002 году — 32 человека (русские — 97 %).
В 2007 году в деревне Горная Шальдиха Путиловского СП — 28.

## География
Деревня расположена в северной части района, в месте примыкания автодороги 41К-239 (Войпала — Горная Шальдиха) к автодороге 41К-127 (Шлиссельбург — Назия). К северу от деревни проходит автодорога Р21 (E 105) «Кола» (Санкт-Петербург — Петрозаводск — Мурманск).
Расстояние до административного центра поселения — 1 км.
Расстояние до ближайшей железнодорожной станции Жихарево — 15 км.
Через деревню протекает река Рябиновка.

## Демография
| 1862 | 1897 | 2007 | 2010 | 2017 |
| ---- | ---- | ---- | ---- | ---- |
| 743  | ↗914 | ↘28  | ↗80  | ↗98  |

## Улицы
Берёзовая, Дальняя, Дачная, Ольховая, Рябиновая, Северная, Сиреневая, Хвойная, Шоссейная.